# 아이노역 (시즈오카현)
아이노역(일본어: 愛野駅 아이노에키[*])은 일본 시즈오카현 후쿠로이시에 있는 도카이 여객철도의 철도역이다.
2002년 FIFA 월드컵의 개최를 앞두고, 경기가 열릴 곳 중 하나였던 시즈오카 에코파 스타디움과의 연계를 위해 신설된 역이다.

## 역 구조
섬식 1면 2선 구조의 지상역이다. 역사는 선상 구조로, 남북을 잇고 있다.
후쿠로이 역이 관리하는 업무 위탁역으로, 영업은 도카이 교통 사업이 대신 하고 있다.

### 승강장
| 1 | ■ 도카이도 본선 | 시즈오카 · 누마즈 방면   |
| 2 | ■ 도카이도 본선 | 하마마쓰 · 도요하시 방면 |

## 역세권 정보
- 시즈오카 에코파 스타디움

## 역사
- 2001년 4월 22일 - 도카이 여객철도 도카이도 본선 가케가와 역 ~ 후쿠로이 역 사이에 신설 개업.
- 2008년 3월 1일 - TOICA의 사용이 개시되었다.

## 인접역
| 도카이 여객철도 도카이도 본선 | 도카이 여객철도 도카이도 본선 | 도카이 여객철도 도카이도 본선   |
| ----------------------------- | ----------------------------- | ------------------------------- |
| 가케가와 시즈오카·아타미 방면 | ■ 도카이도 본선               | 후쿠로이 하마마쓰·도요하시 방면 |